# 雷克辛根
雷克辛根（法語：Rexingen，法語發音：[ʁɛksiŋ(ɡ)ən] ⓘ；莱茵法兰克语：Rexínge）是法国下莱茵省的一个市镇，属于萨韦尔讷区。

## 地理
雷克辛根（48°54'8"N, 7°10'53"E）面积2.32 平方千米，位于法国大東部大區下莱茵省，该省份为法国大陆部分最东部的省份，是阿尔萨斯的一部分，今与上莱茵省组成了阿尔萨斯欧洲集体，其南至上莱茵省，西南接孚日省和默尔特-摩泽尔省，西接摩泽尔省，北与德国接壤。
与雷克辛根接壤的市镇（或旧市镇、城区）包括：阿当斯维莱、贝格、贝特维莱尔、迪尔斯泰勒、马克维莱尔、塔勒德吕林根。
雷克辛根的时区为UTC+01:00、UTC+02:00（夏令时）。

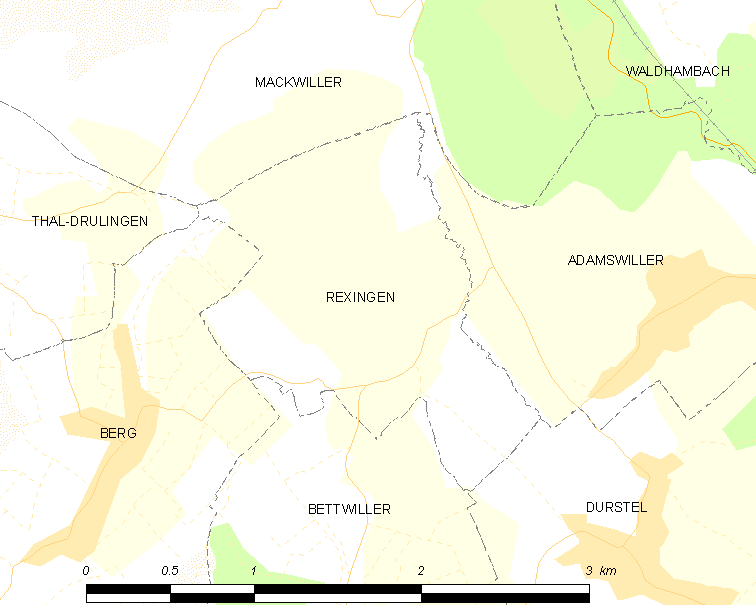
雷克辛根的OSM定位图

## 行政
雷克辛根的邮政编码为67320，INSEE市镇编码为67396。

## 政治
雷克辛根所属的省级选区为英维莱尔县。

## 人口

1962-2008年间雷克辛根人口变化图示

雷克辛根于2022年1月1日时的人口数量为202人。